# ザ・ワイルドワンズ
ザ・ワイルドワンズ（The Wild Ones）、1981年から2010年頃までは加瀬邦彦とザ・ワイルドワンズ（かせくにひことザ・ワイルドワンズ）は、日本のバンドであり、グループ・サウンズのひとつである。

## メンバー
現在のメンバー
- 鳥塚しげき（サイドギター）：立教大学出身
- 島英二（ベース、ギター）
- 植田芳暁（ドラムス、ギター）：早稲田大学出身
- 加瀬友貴（リードギター）：加瀬邦彦の次男

元メンバー
- 渡辺茂樹（キーボード、フルート）
- 加瀬邦彦（リーダー&リードギター）：慶応義塾大学出身

## 来歴
加瀬邦彦（以下、「加瀬」と表記）がキャノンボール、ザ・スパイダース、寺内タケシとブルージーンズなどのバンドを経たのちに平凡パンチに募集記事を載せ、メンバー探しを始めた。だが結局は雑誌からのオーディションではメンバーが決まらず、加瀬の知人の紹介でメンバー（植田、鳥塚、島）が揃い、結成された。ザ・ワイルド・ワンズというグループ名は、60年代から親交のある加山雄三が星占いにより、『野生児』という意味を込め命名。
1966年11月に『想い出の渚』で東芝音楽工業（現：EMIミュージック・ジャパン）からデビューを果たす。同曲はデビュー・ヒットとなった。その後も青空のある限り、愛するアニタと佳曲を発表した。
1968年1月にグループに新しいサウンドを取り入れるため、当時16歳だった渡辺茂樹が加入。若さもあり、渡辺は「チャッピー」というニックネームで、沢田研二、萩原健一とともに人気となり、明星、平凡などでは「ジュリー、ショーケン、チャッピー」の特集が掲載されたりした。また、1968年の東京サンケイホールでのライブでは「ハハハ」などをカバーし、ライブ盤として発表している。当時、ジャッキー吉川とブルーコメッツ同様にNHKへの出演が許されたグループサウンズだった。
1971年秋に神田共立講堂での公演にて一旦解散したが、1979年11月に限定的に再集結しシングル「美しすぎた夏」とアルバム「アンコール」を発売（それまでも度々渡辺茂樹を除く4人で集結している）、その後、1981年1月の“さよなら日劇ウエスタン・カーニバル”にメンバー5人が勢揃いし出演した際に原点回帰のつもりで着ていたアイビールックが折しもブームが再燃していたことや、また音楽界に大瀧詠一やサザンオールスターズをはじめとした「夏の海、リゾートを舞台としたポップス」の一大ブームが到来しておりワンズの音楽にも需要が見込まれたことから再結成話が持ち上がり、仕事の都合で参加を見送った渡辺茂樹を除く、オリジナルメンバー4人で「加瀬邦彦とザ・ワイルドワンズ」として本格的な再結成に踏み切った。
1990年には、峠恵子、白石享子の女性2名を加入させ、ザ・ワイルドワンズ'91としてシングル2枚、アルバム1枚をリリースし活動した。タイガース・メモリアル・クラブ・バンドには、渡辺茂樹も参加した。も日本全国でコンサート活動をこなす。他には、鳥塚しげき、植田芳暁、島英二が活動。2003年には、再結成の際に参加を見送った渡辺茂樹も久々にライブ参加していた。
渡辺プロダクション創立50周年事業として、展覧会「抱えきれない夢 Pocketful Of Dreams」が2005年12月23日より2006年1月15日まで東京都千代田区の丸ビルで開催され（後に渋谷の東急本店でも開催）会場には加瀬邦彦が当時実際に使用していたYAMAHA特注の12弦ギターも展示された。2006年11月2日、結成40周年記念ライブを初の日本武道館にて開催した。
2008年には初の全国ツアーを決行する。2009年、GS時代からの友人である沢田研二を迎え入れ、「ジュリー with ザ・ワイルドワンズ」としての活動を発表、2010年2月10日に新曲「渚でシャララ」を発売した。また、発売に先駆けTBS系「ひるおび!」で2010年1月期エンディング曲として公開された。同年3月24日にはアルバム『JULIE with THE WILD ONES』を発売し、全国ツアーも行った。
2011年、ジュリー with ザ・ワイルドワンズとしてミュージック・ペンクラブ音楽賞ポピュラー部門の録音・録画作品（日本人アーティスト）、コンサートパフォーマンス（日本人アーティスト）の2部門で受賞を果たす（同部門の同時受賞は2007年の上原ひろみ以来2組目）。
2012年3月に島が消化器系のガン治療のために入院（早期発見ですぐに内視鏡手術で取ったため健康への影響は全くなかった）した。4月にはももいろクローバーZの公演『ももクロ春の一大事2012 〜横浜アリーナ まさかの2DAYS〜』の一日目に参加し、百田夏菜子 With ザ・ワイルドワンズとして「渚のラララ」を披露した。同曲は作詞・作曲：加瀬邦彦、編曲：上田健司。
2014年に渡辺茂樹が死去。また、加瀬が咽頭癌の手術を機に療養に入ったことにより、それ以来は鳥塚、植田、島の3人での活動になる。
2015年4月20日に加瀬が医療器具を外して自死。その後も鳥塚、植田、島の3人がワイルドワンズの活動を続けることを表明した。6月23日、3人での再録音による「想い出の渚/懐かしきラブソング」を、12月23日]には新曲4曲に「想い出の渚」を加えた5曲入りミニアルバム「ワンズ ワンズ ワールド」を発売した。
この年の12月から2017年4月20日にかけて、「ワイルドワンズ結成50周年記念&加瀬邦彦追悼コンサートツアー」を開始、2016年11月22日に大阪で行われた「50周年記念&加瀬追悼コンサート」では、加瀬の次男で現在加瀬の後を継いでケネディハウスの社長を務める加瀬友貴が加瀬のポジションでギター&コーラスを担当、友貴はそれ以降もたびたびワイルドワンズのステージに参加している。
2020年春、友貴が正式なメンバーとして加入。

## ディスコグラフィ
シングル
- 想い出の渚/ユア・ベイビー（1966年11月5日）（1976年に鳥塚しげき&メモリー・ハウスがリメイク。B面は「君と暮らしてたら」。）
- 小さな倖せ/風よつたえて（1967年2月5日）
- 夕陽と共に/可愛い恋人（1967年5月5日）
- 青空のある限り/あの人（1967年9月5日）オリコン72位
- 愛するアニタ/幸せの道（1968年1月10日）11位
- バラの恋人/マーシー・マイ・ラヴ（1968年4月10日）6位（この曲から渡辺茂樹が正式加入）
- 花のヤングタウン/あの雲と一緒に（1968年7月10日）18位
- 青い果実/貝殻の夏（1968年10月10日）21位
- 赤い靴のマリア/すべてをささげて（1969年2月1日）65位
- 昨日に逢いたい/今日からの世界（1969年5月1日）80位
- あの頃/この街のどこかに（1969年10月10日）100位
- 想い出は心の友/あとは知らない（1969年12月1日）
- 若草萌える頃/見知らぬ船（1970年4月5日）
- いいのかな/小犬をつれた女の子（1970年7月5日）93位
- オー・ビューティフル・ディ!/幻の夏（1970年12月1日）
- 霧の中の少女/孤独な人生（1971年5月5日）
- 想い出の渚'71/ジャスト・ワンモア・タイム（1971年8月5日）

再結成以降
- 美しすぎた夏/レイニー・デイ（1979年11月20日）
- 白い水平線/ムーンライト・カクテル（1981年7月5日）加瀬邦彦とザ・ワイルドワンズ 76位
- 雨のテレフォン/モノクローム（1981年12月21日） 加瀬邦彦とザ・ワイルドワンズ
- ハート・ブレイク・ビーチ/サマー・エンジェル（1982年6月） 加瀬邦彦とザ・ワイルドワンズ
- 煌めくまなざし/想い出の渚（1982年7月21日）加瀬邦彦とザ・ワイルドワンズ
- 想い出の渚/同曲カラオケ（1983年4月21日）
- ロマン・ホリディ/避暑地の出来過ぎ（1983年7月5日）
- ハート燃えて愛になれ(テレビ朝日「私鉄沿線97分署」オープニングテーマ)/涙色のイヤリング(テレビ朝日「私鉄沿線97分署」エンディングテーマ)（1985年5月）
- ワン・モア・ラブ/バースデイ・ソング（1991年6月）ザ・ワイルドワンズ'91
- 黄昏れが海を染めても/想い出の渚'91（1991年12月）ザ・ワイルドワンズ'91
- 幸せのドアー/いとしの渚のメモリーガール/しずく（2002年10月）
- 愛することから始めよう/あなたのいる空（2004年7月）
- 夢をつかもう（2006年10月）
- 想い出の渚/懐かしきラブソング（2015年6月）（加瀬の死後、残された3人で初めてレコーディングした、加瀬追悼盤。）
- 蒼い月の唄/想い出の渚（2016年11月5日）
- はじまりの渚（2023年11月22日）

アルバム
- ザ・ワイルド・ワンズ アルバム（1967年6月15日）
- ザ・ワイルド・ワンズ アルバム 第2集（1968年2月1日）
- バラの恋人/ザ・ワイルド・ワンズ アルバム 第3集（1968年8月1日）
- リサイタル'68（1968年12月20日）
- YESTERDAY, TODAY AND TOMORROW（1969年6月1日）
- ファイブ/ワイルド・ワンズ愛をうたう（1969年10月10日）
- リサイタル'69（1970年2月5日）
- きかなくてもいいのかな（1970年8月5日）

再結成以降
- アンコール（1979年11月）
- ON THE BEACH（1981年6月）加瀬邦彦とザ・ワイルドワンズ
- ON THE BEACH '82（1982年6月）加瀬邦彦とザ・ワイルドワンズ
- ロマン・ホリディ（1983年7月）
- こころ...湘南気分（1991年5月）
- ワン モア ラブ（1991年7月）
- STUDIO LIVE!!（1993年7月）
- 懐かしきラブソング（1998年）
- Live in SHIBUYA-AX/Live in KENNEDY HOUSE GINZA（2003年）
- ワンズ ワンズ ワールド（2015年12月）

新曲入りベスト・アルバム
- ベスト・コレクション
- All Of My Life（2006年10月11日）

DVD
- お楽しみはこれからだ!3（2004年7月21日）
- 加瀬邦彦&ザ・ワイルドワンズ in 武道館（2007年3月7日）

### その他
- S.O.S.コンサート～フォークとロックの大合同演奏会・渋谷公会堂における実況盤 (1971年4月・東芝音楽工業 ETP-7512～3) 4曲収録「オール・アイ・リアリー・ウォント・トゥ・ドゥ／ミセス・ロビンソン」「バイ・バイ・ラヴ」「いいのかな」「グッド・モーニング・スターシャイン」
- サヨナラ日劇ウエスタン・カーニバル（ブルー・コメッツ、ザ・ワイルド・ワンズ）
- さらばオーシャン（シングル）　加山雄三&ザ・ワイルドワンズ
- 味の素 原辰徳　1982(CM)
- 60キャンドルズ 加山雄三 トリビュート・アルバム
- Gooddays Sunnydays The NaB's
- 星の旅人 加山雄三
- オヤジ達の伝説（2008年9月）加山雄三&ザ・ワイルドワンズ
- 若大将・湘南FOREVER（2012年1月11日）
- ももクロ★オールスターズ2012（2012年4月）百田夏菜子 With ザ・ワイルドワンズ「渚のラララ」

## 出演

### テレビ番組
- 紅白対抗ドレミファ大作戦→ドレミファ学園（1970年 - 1971年、日本テレビ）レギュラー出演

他多数

### CM
- グロンサン（中外製薬）

### 映画
- レッツゴー!若大将（1967年 東宝） - 同作LD・DVDのオーディオコメンタリーも担当。
- 愛するあした（1969年 日活）